# 1454
Évszázadok: 14. század – 15. század – 16. század
Évtizedek: 1400-as évek – 1410-es évek – 1420-as évek – 1430-as évek – 1440-es évek – 1450-es évek – 1460-as évek – 1470-es évek – 1480-as évek – 1490-es évek – 1500-as évek
Évek: 1449 – 1450 – 1451 – 1452 –  1453 – 1454 – 1455 – 1456 – 1457 – 1458 – 1459

## Események

### Határozott dátumú események
- március 6. – IV. Kázmér lengyel király hadat üzen a Német Lovagrendnek.
- március 27. – Plantagenet Richard yorki herceg az elmebajos VI. Henrik angol király védnökévé nyilvánítja magát.
- szeptember 18. – A lengyel sereg vereséget szenved a számban kisebb, ám sokkal képzettebb német lovagrend seregétől Konitznál.
- szeptember 29. – Brankovics György szerb despota segélykérésére Hunyadi serege átkel a Dunán és felmenti Szendrő várát.[1]
- október 2. – Hunyadi János Krusevácnál megveri a török sereget, majd Nándorfehérvárra vonul vissza.[2]
- december 14. – II. Jánost fia, IV. Henrik követi Kasztília trónján. (Henrik 1474-ig uralkodik.)

### Határozatlan dátumú események
- január – A magyar országgyűlés sereget állít ki a török veszély ellen, élére Hunyadi Jánost választja meg.[3]
- december – VI. Henrik leküzdve elmebaját megszünteti York hercegének védnöki szerepét.
- az év folyamán –
  - Francesco Sforza hármas szövetséget hoz létre a Milánói Hercegség, a Firenzei Köztársaság és a Nápolyi Királyság között.
  - IV. Kázmér lengyel király feleségül veszi Habsburg Albert és Luxemburgi Erzsébet leányát, Habsburg Erzsébet magyar hercegnőt.[4]

## Születések
- március 9. – Amerigo Vespucci, felfedező és térképész († 1512)

## Halálozások
- július 21. – II. János kasztíliai király (* 1405)